# Minus-dwójkowy system liczbowy
Minus-dwójkowy system liczbowy, nazywany również negabinarnym – pozycyjny system liczbowy, w którym podstawą jest liczba ujemna, a dokładniej −2. Do zapisu liczb w tym systemie potrzebne są, tak samo jak w systemie binarnym, cyfry 0 i 1, natomiast nie jest potrzebny znak „{\displaystyle -}” dla oznaczenia liczb ujemnych. Wartość liczby w tym systemie można przedstawić następująco:
{\displaystyle L=\sum {d_{i}(-2)^{i}}=\sum \limits _{i\ parzyste}{d_{i}2^{i}}-\sum \limits _{i\ nieparzyste}{d_{i}2^{i}},}
gdzie {\displaystyle i} to pozycja cyfry w liczbie negabinarnej, a {\displaystyle d_{i}} – wartość cyfry na {\displaystyle i}-tej pozycji, co przedstawia poniższa tabela:
| {\displaystyle i}     | 0 | 1  | 2 | 3  | 4  | 5   | 6  | 7    | 8   | 9    | 10   |
| {\displaystyle d_{i}} | 1 | −2 | 4 | −8 | 16 | −32 | 64 | −128 | 256 | −512 | 1024 |
W rzeczywistych zastosowaniach systemów komputerowych, negabinarny system liczbowy został opracowany w latach 50. XX w. przez matematyka, prof. Zdzisława Pawlaka i wykorzystywany w polskich komputerach typu GEO-1 i rodzinie UMC.

## Porównanie z systemem dziesiętnym i dwójkowym
Liczba cyfr do zapisania liczb w systemie negabinarnym rośnie szybciej niż w systemie dwójkowym i wielokrotnie szybciej w porównaniu do zapisu dziesiętnego. Na przykład 36510, to 1011011012 (9 cyfr) i 11010111101−2 (11 cyfr).
| Dziesiętnie | Dwójkowo | Minus-dwójkowo |
| ----------- | -------- | -------------- |
| 1           | 1        | 1              |
| −1          | −1       | 11             |
| 2           | 10       | 110            |
| −2          | −10      | 10             |
| 3           | 11       | 111            |
| −3          | −11      | 1101           |
| 4           | 100      | 100            |
| −4          | −100     | 1100           |
| 5           | 101      | 101            |
| 6           | 110      | 11010          |
| 7           | 111      | 11011          |
| 8           | 1000     | 11000          |
| 9           | 1001     | 11001          |
| 10          | 1010     | 11110          |
| 11          | 1011     | 11111          |
| 12          | 1100     | 11100          |
| 13          | 1101     | 11101          |
| 14          | 1110     | 10010          |